# Andrés Franzoia
Andrés Franzoia (San Pedro, Provincia de Buenos Aires, Argentina; 21 de octubre de 1988) es un exfutbolista argentino. Jugaba como delantero y su primer equipo fue Boca Juniors.

## Clubes
| Club                   | País      | Año       |
| ---------------------- | --------- | --------- |
| Boca Juniors           | Argentina | 2005-2007 |
| Huracán                | Argentina | 2007-2008 |
| Rosario Central        | Argentina | 2008-2009 |
| Huracán                | Argentina | 2010      |
| Arsenal de Sarandí     | Argentina | 2010-2011 |
| Olimpo de Bahía Blanca | Argentina | 2011-2012 |
| Unión de Santa Fe      | Argentina | 2012-2013 |
| Barcelona              | Ecuador   | 2013-2014 |
| Argentinos Juniors     | Argentina | 2015      |
| Sarmiento de Junín     | Argentina | 2016      |
| Atlético Nacional      | Colombia  | 2017      |
| C. Nacional de F.      | Uruguay   | 2018-2019 |

### Estadísticas
- Actualizado al 30 de junio de 2019

| Club                         | Div.                | Temporada           | Liga | Liga | Copa Nacional | Copa Nacional | Copa Internacional | Copa Internacional | Total | Total | Media goleadora |
| Club                         | Div.                | Temporada           | PJ   | G    | PJ            | G             | PJ                 | G                  | PJ    | G     | Media goleadora |
| ---------------------------- | ------------------- | ------------------- | ---- | ---- | ------------- | ------------- | ------------------ | ------------------ | ----- | ----- | --------------- |
| Boca Juniors Argentina       |                     |                     |      |      |               |               |                    |                    |       |       |                 |
| 1.ª                          | 2004/05             | 1                   | 0    | -    | -             | -             | -                  | 1                  | 0     | 0,00  |                 |
| 1.ª                          | 2005/06             | 0                   | 0    | -    | -             | -             | -                  | 0                  | 0     | 0,00  |                 |
| 1.ª                          | 2006/07             | 12                  | 1    | -    | -             | 3             | 0                  | 15                 | 1     | 0,06  |                 |
| Total                        | Total               | 13                  | 1    | -    | -             | 3             | 0                  | 16                 | 1     | 0,06  |                 |
| Huracán Argentina            |                     |                     |      |      |               |               |                    |                    |       |       |                 |
| 1.ª                          | 2007/08             | 25                  | 9    | -    | -             | -             | -                  | 25                 | 9     | 0,36  |                 |
| 1.ª                          | 2009/10             | 16                  | 1    | -    | -             | -             | -                  | 16                 | 1     | 0,06  |                 |
| Total                        | Total               | 41                  | 10   | -    | -             | -             | -                  | 41                 | 10    | 0,24  |                 |
| Rosario Central Argentina    |                     |                     |      |      |               |               |                    |                    |       |       |                 |
| 1.ª                          | 2008/09             | 29                  | 1    | -    | -             | -             | -                  | 29                 | 1     | 0,03  |                 |
| 1.ª                          | 2009/10             | 10                  | 1    | -    | -             | -             | -                  | 10                 | 1     | 0,10  |                 |
| Total                        | Total               | 39                  | 2    | -    | -             | -             | -                  | 39                 | 2     | 0,05  |                 |
| Arsenal Argentina            |                     |                     |      |      |               |               |                    |                    |       |       |                 |
| 1.ª                          | 2010/11             | 24                  | 0    | -    | -             | -             | -                  | 24                 | 0     | 0,00  |                 |
| Total                        | Total               | 24                  | 0    | -    | -             | -             | -                  | 24                 | 0     | 0,00  |                 |
| Olimpo Argentina             |                     |                     |      |      |               |               |                    |                    |       |       |                 |
| 1.ª                          | 2011/12             | 29                  | 7    | 1    | 0             | -             | -                  | 30                 | 7     | 0,23  |                 |
| Total                        | Total               | 29                  | 7    | 1    | 0             | -             | -                  | 30                 | 7     | 0,23  |                 |
| Unión Argentina              |                     |                     |      |      |               |               |                    |                    |       |       |                 |
| 1.ª                          | 2012/13             | 25                  | 8    | 1    | 1             | -             | -                  | 26                 | 9     | 0,34  |                 |
| Total                        | Total               | 25                  | 8    | 1    | 1             | -             | -                  | 26                 | 9     | 0,34  |                 |
| Barcelona · Ecuador          |                     |                     |      |      |               |               |                    |                    |       |       |                 |
| 1.ª                          | 2013                | 13                  | 1    | -    | -             | 2             | 0                  | 15                 | 1     | 0,06  |                 |
| 1.ª                          | 2014                | 0                   | 0    | -    | -             | -             | -                  | 0                  | 0     | 0,00  |                 |
| Total                        | Total               | 13                  | 1    | -    | -             | 2             | 0                  | 15                 | 1     | 0,06  |                 |
| Argentinos Juniors Argentina |                     |                     |      |      |               |               |                    |                    |       |       |                 |
| 1.ª                          | 2015                | 23                  | 3    | 1    | 0             | -             | -                  | 24                 | 3     | 0,12  |                 |
| Total                        | Total               | 23                  | 3    | 1    | 0             | -             | -                  | 24                 | 3     | 0,12  |                 |
| Sarmiento (J) Argentina      |                     |                     |      |      |               |               |                    |                    |       |       |                 |
| 1.ª                          | 2016                | 4                   | 0    | -    | -             | -             | -                  | 4                  | 0     | 0,00  |                 |
| Total                        | Total               | 4                   | 0    | -    | -             | -             | -                  | 4                  | 0     | 0,00  |                 |
| Defensores Unidos Argentina  |                     |                     |      |      |               |               |                    |                    |       |       |                 |
| 4.ª                          | 2017/18             | 15                  | 6    | -    | -             | -             | -                  | 15                 | 6     | 0,40  |                 |
| 3.ª                          | 2018/19             | 26                  | 8    | 2    | 0             | -             | -                  | 28                 | 8     | 0,28  |                 |
| Total                        | Total               | 41                  | 14   | 2    | 0             | -             | -                  | 43                 | 14    | 0,32  |                 |
| Total en su carrera          | Total en su carrera | Total en su carrera | 252  | 46   | 5             | 1             | 5                  | 0                  | 262   | 47    | 0,18            |

## Palmarés

### Campeonatos nacionales
| Título    | Club              | Sede   | Año  |
| --------- | ----------------- | ------ | ---- |
| Primera C | Defensores Unidos | Zárate | 2018 |

### Copas internacionales
| Título              | Club         | Sede      | Año  |
| ------------------- | ------------ | --------- | ---- |
| Recopa Sudamericana | Boca Juniors | São Paulo | 2006 |